# Kungsbroplan, Stockholm

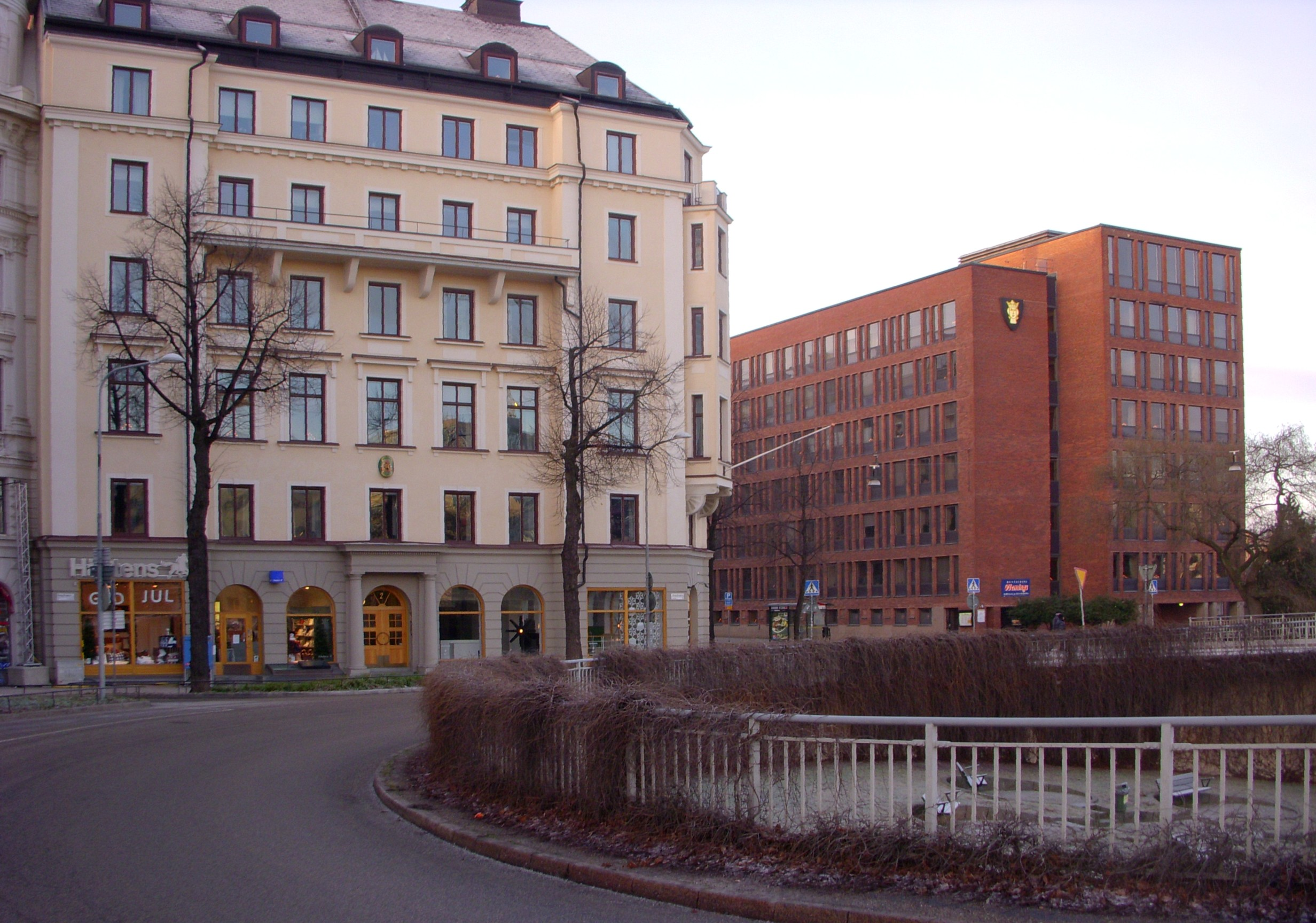
Kungsbroplan, Tekniska Nämndhuset syns i bakgrunden till höger.

Kungsbroplan är en öppen plats i Stockholm som förbinder Kungsgatan med Kungsbron på Kungsholmssidan. Platsen består av en enkelriktad trafikled mellan Kungsbrons båda körbanor. Här möts Kungsholmens del av Kungsgatan och Fleminggatan.
Kungsbroplan fick sitt namn 1902, det hade föreslagits av Alfred Nordensson, som var fastighetsägare i hörnet Fleminggatan/Kungsgatan. Vid Kungsbroplan 2 finns Belgiska ambassaden i Stockholm. På Kungsbroplan (först på nummer 3, sedan på nummer 1) låg länge Amanda Christensen kravattföretag. På femte våningen kan firmanamnet fortfarande ses på fasaden. På Kungsbroplan 3 reser sig Hasse W. Tullbergs tryckeri- och förlagshus i jugendstil.